# Rob Gardner
Rob Gardner – perkusista rockowy, który grał na początku w takich zespołach jak Guns N’ Roses i L.A. Guns, w obu zespołach grał wraz z Axlem Rose, Tracii Gunsem i Ole Beichem. Grał z L.A. Guns wraz z wokalistą Michaelem Jagoszem, który zastąpił na tym stanowisku Axla Rose. Nagrał jedną EP-kę "Collector's Edition No. 1"
W Guns N’ Roses zastąpił go Steven Adler w 1985 roku.